# Маньяно-ін-Рив'єра
Маньяно-ін-Рив'єра (італ. Magnano in Riviera) — муніципалітет в Італії, у регіоні Фріулі-Венеція-Джулія,  провінція Удіне.
Маньяно-ін-Рив'єра розташоване на відстані близько 490 км на північ від Рима, 85 км на північний захід від Трієста, 20 км на північ від Удіне.
Населення — 2339 осіб (2014).
Щорічний фестиваль відбувається 7 квітня. Покровитель — святий Петро.

## Демографія
Населення за роками:

Станом на 1 січня 2023 року в муніципалітеті офіційно проживали 74 іноземці з 22 країн, серед них 35 громадян країн Євросоюзу та 7 громадян України.

## Сусідні муніципалітети
- Артенья
- Кассакко
- Монтенарс
- Тарченто
- Треппо-Гранде